# Lijst van voetbalinterlands België - Portugal
Deze lijst van voetbalinterlands is een overzicht van alle officiële voetbalwedstrijden tussen de nationale teams van België en Portugal. De landen hebben tot op heden negentien keer tegen elkaar gespeeld. De eerste ontmoeting was een vriendschappelijk duel en werd gespeeld in Antwerpen op 8 juni 1930. Het laatste duel, een achtste finale tijdens het Europees kampioenschap voetbal 2020, vond plaats op 27 juni 2021 in Sevilla (Spanje).

## Wedstrijden
| №  | Plaats    | Datum            | Competitie           | Wedstrijd         | Uitslag |
| -- | --------- | ---------------- | -------------------- | ----------------- | ------- |
| 1  | Antwerpen | 8 juni 1930      | Vriendschappelijk    | België − Portugal | 2 − 1   |
| 2  | Lissabon  | 31 mei 1931      | Vriendschappelijk    | Portugal − België | 3 − 2   |
| 3  | Lissabon  | 17 juni 1951     | Vriendschappelijk    | Portugal − België | 1 − 1   |
| 4  | Brussel   | 14 maart 1953    | Vriendschappelijk    | België − Portugal | 0 − 0   |
| 5  | Lissabon  | 17 mei 1962      | Vriendschappelijk    | Portugal − België | 1 − 2   |
| 6  | Brussel   | 3 mei 1964       | Vriendschappelijk    | België − Portugal | 1 − 2   |
| 7  | Brussel   | 12 februari 1971 | EK 1972 kwalificatie | België − Portugal | 3 − 0   |
| 8  | Lissabon  | 21 november 1971 | EK 1972 kwalificatie | Portugal − België | 1 − 1   |
| 9  | Lissabon  | 11 oktober 1978  | EK 1980 kwalificatie | Portugal − België | 1 − 1   |
| 10 | Brussel   | 17 oktober 1979  | EK 1980 kwalificatie | België − Portugal | 2 − 0   |
| 11 | Braga     | 4 februari 1987  | Vriendschappelijk    | Portugal − België | 1 − 0   |
| 12 | Lissabon  | 15 februari 1989 | WK 1990 kwalificatie | Portugal − België | 1 − 1   |
| 13 | Brussel   | 6 september 1989 | WK 1990 kwalificatie | België − Portugal | 3 − 0   |
| 14 | Charleroi | 23 februari 2000 | Vriendschappelijk    | België − Portugal | 1 − 1   |
| 15 | Lissabon  | 24 maart 2007    | EK 2008 kwalificatie | Portugal − België | 4 − 0   |
| 16 | Brussel   | 2 juni 2007      | EK 2008 kwalificatie | België − Portugal | 1 − 2   |
| 17 | Leiria    | 29 maart 2016    | Vriendschappelijk    | Portugal − België | 2 − 1   |
| 18 | Brussel   | 2 juni 2018      | Vriendschappelijk    | België − Portugal | 0 − 0   |
| 19 | Sevilla   | 27 juni 2021     | EK 2020              | België − Portugal | 1 − 0   |

## Samenvatting
| Competitie        | Totaal gespeeld | Winst België | Gelijk | Winst Portugal | Doelsaldo België – Portugal |
| ----------------- | --------------- | ------------ | ------ | -------------- | --------------------------- |
| WK-kwalificatie   | 2               | 1            | 1      | 0              | 4 − 1                       |
| EK-eindronde      | 1               | 1            | 0      | 0              | 1 − 0                       |
| EK-kwalificatie   | 6               | 2            | 2      | 2              | 8 − 8                       |
| Vriendschappelijk | 10              | 2            | 4      | 4              | 10 − 12                     |
| Totaal            | 19              | 6            | 7      | 6              | 23 − 21                     |

Wedstrijden bepaald door strafschoppen worden, in lijn met de FIFA, als een gelijkspel gerekend.

## Details

### Veertiende ontmoeting
| Vriendschappelijk (Stade du Pays de Charleroi, Charleroi, België, 23 februari 2000):                                                                                               |              | |
| België | 1 – 1        | Portugal |
| Branko Strupar 56' | goals        | 81' Ricardo Sá Pinto |
| Robert Waseige | bondscoach   | Humberto Coelho |
| Filip De Wilde Joos Valgaeren Philippe Léonard Régis Genaux Lorenzo Staelens Yves Vanderhaeghe Bart Goor 68' Marc Wilmots Gert Verheyen 78' Gilles De Bilde 46' Branko Strupar 81' | opstelling   | Pedro Espinha Jorge Costa 70' Fernando Couto 80' Dimas Teixeira Carlos Secretário José Luís Vidigal 8' Paulo Bento 63' Rui Costa 84' Luís Figo 56' João Pinto Nuno Gomes |
| Michaël Goossens 46' Danny Boffin 68' Mbo Mpenza 78' Toni Brogno 81' | wissels      | 8' Beto Severo 56' Sérgio Conceição 63' Ricardo Sá Pinto 70' Dani 80' Rui Jorge 84' Nuno Capucho                                                                         |
| Gilles De Bilde 3' Marc Wilmots 25' Branko Strupar 55' Philippe Léonard 58' | gele kaarten | 11' José Luís Vidigal 13' Luís Figo |

### Vijftiende ontmoeting
| EK 2008 kwalificatie (Estádio José Alvalade, Lissabon, Portugal, 24 maart 2007):                                                                 |              | |
| Portugal | 4 – 0        | België |
| Nuno Gomes 53' Cristiano Ronaldo 55' 75' Ricardo Quaresma 69'                                                                                    | goals        | |
| Luiz Felipe Scolari | bondscoach   | René Vandereycken |
| Ricardo Paulo Ferreira Ricardo Carvalho Miguel Jorge Andrade Tiago João Moutinho Petit 76' Cristiano Ronaldo 78' Nuno Gomes Ricardo Quaresma 70' | opstelling   | Stijn Stijnen Peter Van der Heyden Daniel Van Buyten 64' Carl Hoefkens Philippe Clement 56' Maarten Martens Gaby Mudingayi Mark De Man Marouane Fellaini Steven Defour 81' Mbo Mpenza |
| Nani 70' Fernando Meira 76' Hugo Viana 78' | wissels      | 56' Thomas Chatelle 64' François Sterchele 81' Jelle Van Damme |
| Cristiano Ronaldo 45' Nani 80' | gele kaarten | 15' Carl Hoefkens 38' Mark De Man 58' Marouane Fellaini 89' Jelle Van Damme |

### Zestiende ontmoeting
| EK 2008 kwalificatie (Koning Boudewijnstadion, Brussel, België, 2 juni 2007): |              | |
| België | 1 – 2        | Portugal |
| Marouane Fellaini 55' | goals        | 43' Nani 64' Hélder Postiga                                                                                                  |
| René Vandereycken | bondscoach   | Luiz Felipe Scolari |
| Stijn Stijnen Thomas Vermaelen Jan Vertonghen Carl Hoefkens 45+2' Philippe Clement Timmy Simons Gaby Mudingayi 76' Marouane Fellaini Steven Defour Émile Mpenza François Sterchele 61' | opstelling   | Ricardo Fernando Meira Paulo Ferreira 53' Miguel Jorge Andrade Deco Tiago 86' Nani Petit 79' Hélder Postiga Ricardo Quaresma |
| Mark De Man 45+2' Tom De Mul 61' Karel Geraerts 76' | wissels      | 53' José Bosingwa 79' Hugo Almeida 86' Duda                                                                                  |
| Steven Defour 63' | gele kaarten | 52' Hélder Postiga 76' Ricardo Quaresma 78' Petit                                                                            |
| | rode kaarten | 90+4' Hugo Almeida |

### Zeventiende ontmoeting
| Vriendschappelijk (Estádio Dr. Magalhães Pessoa, Leiria, Portugal, 29 maart 2016):                                                                     |              | |
| Portugal | 2 – 1        | België |
| Nani 20' Cristiano Ronaldo 40' | goals        | 62' Romelu Lukaku |
| Fernando Santos | bondscoach   | Marc Wilmots |
| Rui Patrício Pepe José Fonte Raphaël Guerreiro Cristiano Ronaldo 60' Danilo 87' André Gomes 75' João Mário 46' Nani 61' Cédric Soares Adrien Silva 46' | opstelling   | Thibaut Courtois Nicolas Lombaerts Axel Witsel 59' Guillaume Gillet 79' Marouane Fellaini Romelu Lukaku 67' Dries Mertens 86' Jason Denayer Radja Nainggolan Nacer Chadli Thomas Vermaelen |
| Renato Sanches 46' Bernardo Silva 46' Ricardo Quaresma 60' Éder 61' William Carvalho 75' Danny 87'                                                     | wissels      | 59' Jordan Lukaku 67' Michy Batshuayi 79' Mousa Dembélé 86' Dedryck Boyata |
| Danilo 85' | gele kaarten | 85' Mousa Dembélé |

### Achttiende ontmoeting
| Vriendschappelijk (Koning Boudewijnstadion, Brussel, België, 2 juni 2018): |              | |
| België | 0 – 0        | Portugal |
| | goals        | |
| Roberto Martínez | bondscoach   | Fernando Santos |
| Thibaut Courtois Toby Alderweireld Vincent Kompany 55' Jan Vertonghen Thomas Meunier Mousa Dembélé 46' Kevin De Bruyne Yannick Carrasco 46' Dries Mertens 46' Romelu Lukaku 46' Eden Hazard 80' | opstelling   | Beto Cédric Soares Pepe José Fonte Raphaël Guerreiro 87' João Moutinho William Carvalho 72' João Mário 63' Gelson Martins 90+2' Gonçalo Guedes 78' Bernardo Silva |
| Marouane Fellaini 46' Nacer Chadli 46' Adnan Januzaj 46' Christian Benteke 46' Dedryck Boyata 55' Thorgan Hazard 80'                                                                            | wissels      | 63' Ricardo Quaresma 72' Manuel Fernandes 78' André Silva 87' Bruno Fernandes 90+2' Mário Rui                                                                     |
| | gele kaarten | 54' Pepe |

### Negentiende ontmoeting
| EK 2020 (Estadio de La Cartuja, Sevilla, Spanje, 27 juni 2021): |              | |
| België | 1 – 0        | Portugal |
| Thorgan Hazard 42' | goals        | |
| Roberto Martínez | bondscoach   | Fernando Santos |
| Thibaut Courtois Toby Alderweireld Thomas Vermaelen Jan Vertonghen Axel Witsel Kevin De Bruyne 48' Youri Tielemans Romelu Lukaku Eden Hazard 87' Thomas Meunier Thorgan Hazard 90+5' | opstelling   | Rui Patrício Pepe Rúben Dias Raphaël Guerreiro Cristiano Ronaldo 55' João Moutinho 55' Bernardo Silva 78' Renato Sanches Diogo Dalot 70' Diogo Jota 78' João Palhinha |
| Dries Mertens 48' Yannick Carrasco 87' Leander Dendoncker 90+5' | wissels      | 55' João Félix 55' Bruno Fernandes 70' André Silva 78' Danilo 78' Sérgio Oliveira                                                                                     |
| Thomas Vermaelen 72' Toby Alderweireld 81' | gele kaarten | 45' João Palhinha 51' Diogo Dalot 77' Pepe |